# Urtz
Urtz és un grup musical de rock basc creat el 1988. El grup de Pasaia toca temes d'estils de rock, pop i heavy metal. Ekaitzaren garrasia ("El crit de la tempesta") va ser el seu primer disc publicat el 1992, treball del qual van aconseguir un gran èxit i es va convertir en un clàssic del rock basc. Hautsa astinduz va ser publicat el 1994 també va ser un èxit amb la cançó Kaixo! esdevenint la cançó més coneguda del grup. El disc Hain urrun va aparèixer el 1996 i Lur gazian ametsak ereinez el 1998 però no van tenir tanta fama com els anteriors. Aingeru (2001) fou el cinquè i últim àlbum, canviant la casa discogràfica i diversos membres de l'equip (Javi Estella i Ritxi Barrenetxe), es van submergir més en les aigües pop. L'equip es dissol l'octubre de 2003, però el 2013 va tornar als escenaris.

## Història
Urtz va ser un dels exemples de l'obertura estilística que va conèixer el rock basc a principis dels 90. En 1991 va publicar la seva primera maqueta, Zelatan, i va aconseguir vendre 1.800 exemplars. La casa discogràfica Gor es va adonar immediatament del potencial del grup i li va oferir el llançament del primer disc en la primavera de 1992. No obstant això, el quartet va decidir esperar uns mesos perquè no es veia ben preparat. Ekaitzaren garrasia es va publicar la tardor de 1992 i es va fer un ressò que el grup no esperava. La cançó "Negua datorrenean" va entrar amb força a les ràdios, mostrant les principals característiques del grup; eix de les melodies adhesives, ritmes intensos i duresa en les guitarres. Les cançons heavy "Zelatan", "Maiatzak 10", "Azken eguna", les balades d'amor "Gau ilun" i d'ambient festiu "Itzalak ez nau hartuko" són recollides en el seu primer disc.
Hautsa astinduz (Gor, 1994) fou el segon disc que va confirmar l'èxit de l'anterior i va superar el nombre de vendes del primer. En aquest treball es troben algunes de les cançons més conegudes del grup: "Kaixo", "Hautsa astinduz", "Bizitzarekin dantzan", etc. Marino Goñi es va encarregar de la producció.
El següent treball, Hain urrun (Gor, 1996), va ser el disc més seriós del grup i potser per això, "la gent no ho va entendre bé. Cada persona té diferents etapes en la seva vida i actua igual en els discos i en tots els treballs que es realitzen, i al cap i a la fi s'hi reflecteixen" segons el periodista Iñaki Lazkano.
Després de superar la depressió provocada pel modest acolliment del tercer disc, l'equip va recuperar la il·lusió i la força amb Lur gazian ametsak eginez (Gor, 1998) com a quart disc. Javi i Juanan van treballar amb els tècnics de so San Martín en Esparza de l'estudi Sonido XXI, i el canvi els va beneficiar. Encara que no iguala l'èxit dels seus primers discos, aquest disc té un significat especial per als membres del grup. Estilísticament és el disc més obert del grup, amb la il·lusió i l'optimisme que no hi havia en altres ocasions.
Van passar tres anys per fer arribar Aingeru (Oihuka, 2001) fins a la seva publicació. Al llarg d'aquest temps es van produir canvis de membres de l'equip amb la incorporació de Javi Estella (guitarra i cor) i Ritxi Barrenetxea (baix). Des del punt de vista sonor, és el disc més net del grup i el més pop de les melodies. La melodia segueix sent l'eix de les cançons, però els ritmes són més lents i suaus en general.
Malgrat estar contents amb l'acolliment dels fans al cinquè disc, dos anys després van decidir trencar el grup. L'últim concert va tenir lloc a la sala Bilborock a l'octubre de 2003, amb l'ajuda de Juanan San Martín, tècnic de so i teclista, fent un repàs de tot el recorregut. Amb el Azken eguna com a CD-DVD (EDG Music, 2003) es recull l'ocorregut aquella nit, amb entrevistes als membres de l'equip.
Després de deu anys de silenci, el 2013 a través del segell Baga-biga el grup va tornar amb el disc Astiro. Al desembre d'aquest mateix any van tornar a l'escenari aprofitant la Fira de Durango. El 2020 van publicar el disc recopilatori Bizitzarekin dantzan de tota la seva trajectòria musical.

## Membres
- Xabi Camarero (veu i guitarra) (1988-2003, 2013...)
- Dani Vicente (guitarra i veu) (2017...)
- Jorge Sánchez (baix) (2017...)
- Ander Hurtado de Saratxo (bateria) (2017...)
- Josu Ariztegi (bateria) (1988-2003, 2013-2016)
- Asier Arocena (guitarra i cors) (1988-1999, 2013-2016)
- Víctor G.-Argüelles (baix) (1990-1998, 2013-2015)
- Javi Estella (guitarra i cors) (1999-2003)
- Ritxi Barrenetxea (baix) (1998-2003)[3]

## Discografia
- Ekaitzaren garrasia (1992)
- Hautsa astinduz (1994)
- Hain urrun (1996)
- Lur gazian ametsak ereinez (1998)
- Aingeru (2001)[3]
- Azken Eguna (2003)[8]
- Astiro (2013)[9]
- Zabaldu ateak (2019)[10]